# Leschenaultia loewi
Leschenaultia loewi là một loài ruồi trong họ Tachinidae.